# 黎振燁
黎振燁（英語：Jackson Lai Chun Ye，1986年3月8日—），曾用藝名「黎柏麟」和「黎栢倫」，香港男演員及模特兒，《2016年度香港先生選舉》冠軍得主，曾為無綫電視經理人合約藝員；2020年3月於妻子懷孕期間與謝東閔女友朱智賢出軌而被勒令停工。

## 簡歷

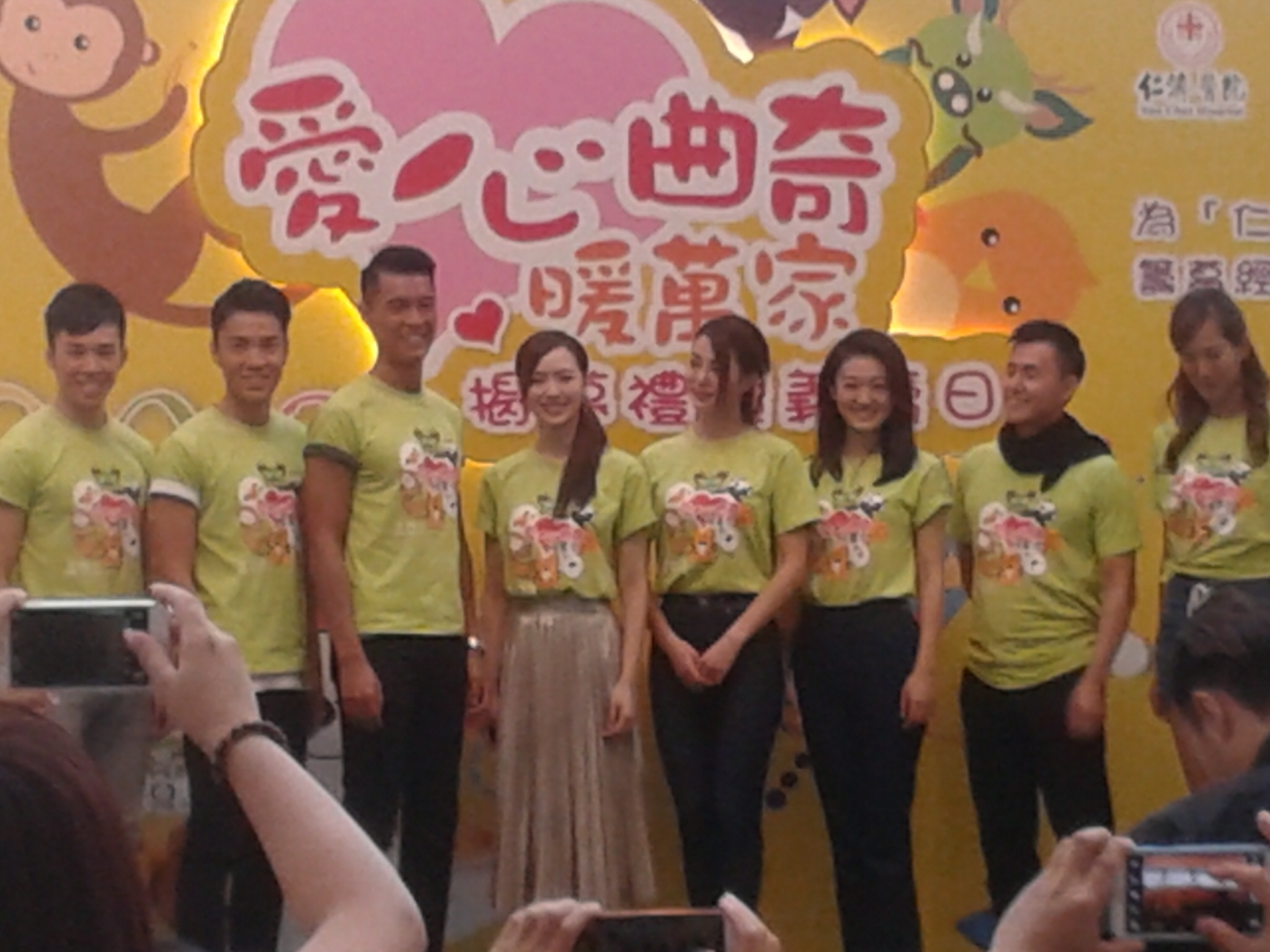
黎振燁(左三)

黎振燁畢業於東華三院陳兆民中學，曾是時裝設計師。2009年，他以「黎柏麟」及「黎栢倫」之名投考無綫電視第23期藝員訓練班，成為基本藝人合約藝員，但當了三年跑龍套便離開無綫電視。2012年，他轉投香港電視網絡，曾參演過《警界線》、《大眾情性》和《我阿媽係黑玫瑰》等劇集，惟兩年合約完結後則轉做太陽英模國際旗下模特兒。2016年6月，他約滿又隨即參選《香港先生選舉》，並奪取冠軍，得以重返無綫電視。而其參選理由是喜歡演戲，故藉此再圓演員夢；同年9月成為旗下經理人合約藝員，還以旁聽生身份加入年底舉辦的無綫電視演藝進修班。
2018年，黎振燁分別在《愛·回家之開心速遞》、《再創世紀》和《是咁的，法官閣下》裡，飾演上市公司副主席「Jacky」、運輸工頭「傅建業」及大律師「鄧大志」，當中「鄧大志」為其出道以來較多戲份的要角，開始讓觀眾留意；2020年4月底因與朱智賢車廂出軌事件而被無綫電視勒令休息，暫停所有演藝工作，原定參演的電視劇《拳王》及《七公主》亦被易角。

## 感情生活
黎振燁參選香港先生選舉時承認自己已婚；中學時開始跟同校的太太拍拖，2015年趁著交往10周年而結婚。

## 事件
與朱智賢車廂出軌
2020年3月，黎振燁被指與朱智賢合作拍攝劇集《食腦喪B》疑因飾演情侶而日久生情，更被揭發曾在工作期間雙雙失蹤近兩小時。同年4月27日約下午1時左右，當時黎振燁太太已懷有8個月身孕，有傳媒發現他買了兩個蛋糕，其中一個是粉紅色心形蛋糕後，然後駕車到朱智賢位於屯門市中心的寓所，接載女方到屯門附近半山邊的死胡同後舉止親暱。不久，兩人在車廂後排位置平排坐下，準備替粉紅色心形蛋糕插上蠟燭時，傳媒突然上前拍照，黎振燁回應指：「你哋唔好誤會呀，我哋 …… 準備開工，我哋唔關事，我哋唔係一齊，大家唔好誤會」，但《食腦喪B》已於當天兩周前拍攝完畢，謊稱對劇本的黎振燁隨即駕車離開屯門半山，回到屯門市中心先放下朱智賢，再衝紅燈駛往將軍澳電視城，而女方則在其寓所停車場回應指：「如果喺嗰度食蛋糕 …… 如果唔喺嗰度食蛋糕，就唔會俾你哋影到」。事件曝光後，她亦立刻將其社交網站轉為私人帳號且不作回應。
同年4月29日約4點45分，朱智賢和緋聞男友謝東閔於將軍澳電視城舉行記者會，但不設記者提問環節。首先男方拖著朱智賢指：「我會陪你走過呢一關！可能係一時間有啲迷失，我自己都有少少責任，可能我成日掛住工作，疏忽咗佢」、「我希望大家可以畀機會佢反思下，將來繼續畀心機工作」。之後朱智賢道歉：「首先我要講嘅係，對唔住，令大家失望對唔住，我知自己做錯，對唔住錫我嘅人，對唔住畀機會我嘅人，辜負咗你哋，辜負咗公司，我想同呢件事受傷害嘅人講聲對唔住，真心對唔住」，以及被記者問到「有否向黎太道歉」時，朱智賢不發一言，由謝東閔護航下離開。
同年4月30日早上，黎振燁攜同妻子於黃大仙上邨寓所樓下接受傳媒訪問，承認跟朱智賢只交往幾個星期，並表示自己一向不喜歡特別聯絡女同事，以及向傳媒公開懺悔。其妻亦首度開腔指知道事件來龍去脈後雖然生氣，但乃念快出生的孩子和夫妻多年感情而原諒丈夫。歌手謝東閔在同日深夜透過社交網站點名批評「點解一個人用完謊言巧語之後還可以出來講大話 #黎振燁」。

## 演出作品

### 電視劇（無綫電視）
| 首播         | 劇名               | 角色                     |
| 2009年       | 畢打自己人         | （第132集）              |
| 2009年       | 畢打自己人         | Patrick（第145集）       |
| 2009年       | 畢打自己人         | 壯 男（第187集）         |
| 2009年       | 畢打自己人         | 飛 仔（第293集）         |
| 2009年       | 王老虎搶親         | 茶館小二                 |
| 2009年       | 南華夢飛翔         | 保 鑣                    |
| 2010年       | 老公萬歲           | 嬰兒床搬運工人（第19集） |
| 2010年       | 鐵馬尋橋           | 記 者                    |
| 2010年       | 掌上明珠           | 阿 倫                    |
| 2010年       | 蒲松齡             | 畫坊男工                 |
| 2010年       | 情越雙白線         | 敬                       |
| 2010年       | 女人最痛           | 花太后男友               |
| 2010年       | 公主嫁到           | 徐 堅                    |
| 2010年       | 讀心神探           | 電腦人員                 |
| 2010年       | 巾幗梟雄之義海豪情 | 軍裝警察                 |
| 2010年       | 囧探查過界         | 髮型師                   |
| 2010年       | 依家有喜           | Ricky                    |
| 2010年       | 誘情轉駁           | 侍 應                    |
| 2011年       | 魚躍在花見         | 侍 應                    |
| 2011年       | Only You 只有您    | 酒吧男客人               |
| 2011年       | 女拳               | 記 者                    |
| 2011年       | 洪武三十二         | 錦衣衛                   |
| 2011年       | 誰家灶頭無煙火     | 華                       |
| 2011年       | 怒火街頭           | 事務律師                 |
| 2011年       | 真相               | 懲教署職員               |
| 2011年       | 真相               | 庭 警                    |
| 2012年       | 4 In Love          | 武                       |
| 2012年       | 缺宅男女           | 地產經紀（第25集）       |
| 2012年       | 耀舞長安           | 侍 應                    |
| 2012年       | 飛虎               | 大 牛                    |
| 2014年       | 叛逃               | 海關人員（第6集）        |
| 2017年       | 溏心風暴3          | Tony（第4集）            |
| 2018至2019年 | 愛·回家之開心速遞  | 商 良（第290集起）       |
| 2018年       | 棟仁的時光         | Billy（第14、17集）      |
| 2018年       | 再創世紀           | 傅建業                   |
| 2018年       | 是咁的，法官閣下   | 鄧大志                   |
| 2019年       | 婚姻合伙人         | 型 男（第13集）          |
| 2019年       | 金宵大廈           | Jack（第1、4集）         |
| 2019年       | 多功能老婆         | Michael（第5、6、8集）   |
| 2019年       | 丫鬟大聯盟         | 陳 環                    |
| 2020年       | 機場特警           | 姜昊正                   |
| 2021年       | 愛美麗狂想曲       | 王 林                    |
| 2021年       | 伙記辦大事         | 聶先生                   |
| 2022年       | 鐵拳英雄           | 彭敬祖                   |
| 2022年       | 食腦喪Ｂ           | 史 葛                    |

### 電視劇（香港電視網絡）
| 首播   | 劇名           | 角色         |
| 2014年 | 警界線         | 何立仁       |
| 2015年 | 我阿媽係黑玫瑰 | 麥 皮        |
| 2015年 | 導火新聞線     | June 男友    |
| 2015年 | 大眾情性       | 吳曉旭同事甲 |

### 網絡劇（邵氏兄弟）
| 首播   | 劇名           | 角色   |
| 2018年 | 飛虎之潛行極戰 | 鄭英豪 |

### 綜藝節目（無綫電視）
| 首播   | 節目名                         | 備註                                     |
| 2016年 | myTV SUPER呈獻：萬千星輝放暑假 | 演出嘉賓                                 |
| 2016年 | 今日VIP                        | 9月8日嘉賓                               |
| 2016年 | 2016年香港先生選舉總決賽       | 進入前四強                               |
| 2016年 | 2016年度香港小姐競選總決賽     | 奪得「2016年 香港先生選舉冠軍」          |
| 2016年 | 都市閒情                       | 10月5日嘉賓                              |
| 2016年 | 星光熠熠耀保良                 | 嘉賓                                     |
| 2016年 | 跳躍飛騰TVB邁向50周年          | 演出                                     |
| 2016年 | Think Big 遊學團               | 第78 - 81集評審嘉賓                      |
| 2016年 | 萬千星輝賀台慶                 | 演出嘉賓                                 |
| 2016年 | 歡樂滿東華                     | 演出嘉賓                                 |
| 2016年 | 2017 TVB節目巡禮星光晚宴       | 嘉賓                                     |
| 2017年 | 2017國泰航空新春國際匯演之夜   | 演出                                     |
| 2017年 | 香港可以這樣玩 鐵路篇          | 第6集嘉賓（TVB8）                        |
| 2017年 | 明愛暖萬心                     | 演出                                     |
| 2017年 | 築·動·愛                       | 飾演 Ben；第4集                          |
| 2017年 | 群星拱照Big Big Channel        | 嘉賓                                     |
| 2017年 | 2017 TVB節目巡禮星光晚宴       | 嘉賓                                     |
| 2017年 | 萬千星輝賀台慶                 | 演出嘉賓                                 |
| 2018年 | 國際中華小姐競選               | 評判團成員                               |
| 2018年 | big big channel大公司周年慶    | 嘉賓                                     |
| 2018年 | 安樂蝸                         | 第397集嘉賓                              |
| 2018年 | TVB 50+1周年再出發             | 演出嘉賓                                 |
| 2018年 | TVB 50+1再出發節目巡禮2019     | 嘉賓                                     |
| 2019年 | 安居樂業智識揀                 | 飾演 地產經紀（第1集）飾演 食客（第4集） |

### 電影
| 首映   | 電影名              | 角色       |
| 2009年 | Laughing Gor之變節  | 殺 手      |
| 2010年 | 72家租客            | 顧 客      |
| 2010年 | 72家租客            | 街 坊      |
| 2014年 | 如（微電影）        | 許 峰      |
| 2016年 | （微電影）          | 文勝賢     |
| 2019年 | 使徒行者2：諜影行動 | 保安部隊員 |

### 廣告
| 年份   | 內容                                           |
| 2017年 | Goji Studios                                   |
| 2019年 | 香港政府一站通「自願醫保計劃 - 有規範 安心揀」 |

### 其他
- 2017年：See See TVB 網劇《都是閒情》第二季（飾演 咖啡店老闆）

## 曾獲獎項與提名
| 年份   | 獎項                                              | 結果 |
| 2016年 | 2016年度香港先生選舉冠軍                          | 獲獎 |
| 2018年 | 萬千星輝頒獎典禮2018「新加坡最喜愛 TVB 男主角」   | 提名 |
| 2018年 | 萬千星輝頒獎典禮2018「馬來西亞最喜愛 TVB 男主角」 | 提名 |
| 2018年 | 萬千星輝頒獎典禮2018「最佳男配角」                | 提名 |
| 2018年 | 2018香港電視大獎「男配角獎（劇集）」              | 提名 |

## 外部連結
- 黎振燁在香港影庫上的簡介
- 2016香港先生選舉 - 4. 黎振燁 檔案 - tvb.com（页面存档备份，存于）